# Diadegma auranticolor
Diadegma auranticolor är en stekelart som beskrevs av Aubert 1979. Diadegma auranticolor ingår i släktet Diadegma och familjen brokparasitsteklar. Inga underarter finns listade i Catalogue of Life.